# Stefan Lopatić
Stefan Lopatić (* 6. Juni 1992 in Sokolac) ist ein bosnischer Biathlet.
Stefan Lopatić ist Student und lebt in Pale. Der Biathlet vom Verein Ski Klubb Romanija Pale wird von Dragan Zuber trainiert, sein Vater ist der Nationaltrainer und frühere Biathlet Tomislav Lopatić. 2003 begann er mit dem Biathlon und gehört seit 2006 dem Nationalkader seines Landes an. International startete er erstmals bei den Junioren-Weltmeisterschaften 2007 in Martell, wo er 85. des Einzels und 86. des Sprints wurde. Kurz darauf lief er auch seine ersten Rennen im Junioren-Europacup. Die Junioren-WM 2008 in Ruhpolding wurde das zweite Großereignis im Juniorenbereich. Lopatić wurde 96. des Einzels und 93. im Sprint.
In Obertilliach debütierte Lopatić 2008 im IBU-Cup der Herren. In seinem ersten Einzel wurde er 120., im folgenden Sprint bei nur einem Treffer 173. Damit lief der Bosnier auf eine der höchsten Platzierungen der Biathlon-Geschichte. In den folgenden Rennen konnte er seine Leistungen stark verbessern. In Cesana San Sicario gewann er als 38., etwas später in Bansko als 28. gewann er erste Punkte. Erstes Großereignis bei den Herren wurden für Lopatić die Biathlon-Europameisterschaften 2009 in Ufa. Er wurde 44. des Einzels und 46. des Sprints, das Verfolgungsrennen bestritt er trotz Qualifikation nicht, auch das Staffelrennen wurde nicht beendet.

## Biathlon-Weltcup-Platzierungen
Die Tabelle zeigt alle Platzierungen (je nach Austragungsjahr einschließlich Olympische Spiele und Weltmeisterschaften).
- 1.–3. Platz: Anzahl der Podiumsplatzierungen
- Top 10: Anzahl der Platzierungen unter den ersten zehn (einschließlich Podium)
- Punkteränge: Anzahl der Platzierungen innerhalb der Punkteränge (einschließlich Podium und Top 10)
- Starts: Anzahl gelaufener Rennen in der jeweiligen Disziplin

| Platzierung                      | Einzel | Sprint | Verfolgung | Massenstart | Staffel | Gesamt |
| -------------------------------- | ------ | ------ | ---------- | ----------- | ------- | ------ |
| 1. Platz                         |        |        |            |             |         |        |
| 2. Platz                         |        |        |            |             |         |        |
| 3. Platz                         |        |        |            |             |         |        |
| Top 10                           |        |        |            |             |         |        |
| Punkteränge                      |        |        |            |             |         |        |
| Starts                           | 2      | 2      |            |             |         | 4      |
| Stand: nach der Saison 2011/2012 |        |        |            |             |         |        |